# Spearfish (Torpedo)
Der Spearfish ist ein schwerer britischer Torpedo, dessen Entwurf aus den 1980er Jahren stammt.

## Geschichte
Der Spearfish wurde ab 1982 durch die Firma Marconi nach den Maßgaben des britischen Marinestabes erstellt. Der Torpedo wurde grundsätzlich zur Vernichtung tieftauchender Hochgeschwindigkeits-U-Boote russischer Bauart wie der Alfa-Klasse gebaut. Der Gefechtskopf ist mit einer Hohlladung bestückt und dessen Hülle verstärkt. So wird die Detonationsenergie konzentriert nach vorn abgegeben. Er wurde im Hinblick auf die Vernichtung der großen Zweihüllenboote wie den SSBN der Typhoon-Klasse oder den SSGN der Oscar-Klasse gebaut. Mit Hilfe des HAP-Sundstrand-21TP01-Gasturbinenmotors und einem Pumpenstrahlantrieb erreicht der Torpedo mehr als 60 kn. Der Torpedo wird zuerst per Draht gesteuert. Ist der Draht abgefallen, übernimmt ein aktiv/passiver Sonarsuchkopf den weiteren Angriffslauf, wobei der eingebaute Steuerungscomputer auch taktische Entscheidungen über den weiteren Angriffslauf treffen kann.
Die Waffe steht seit Ende der 1980er Jahre bei der britischen Marine im Einsatz und ersetzte den 2004 ausgemusterten Mk 24 Tigerfish.

## Trivia
Der Schriftsteller Tom Clancy beschrieb den Torpedo bereits 1986 in seinem Buch Red Storm Rising.